# Lucas-Kurznasenflughund

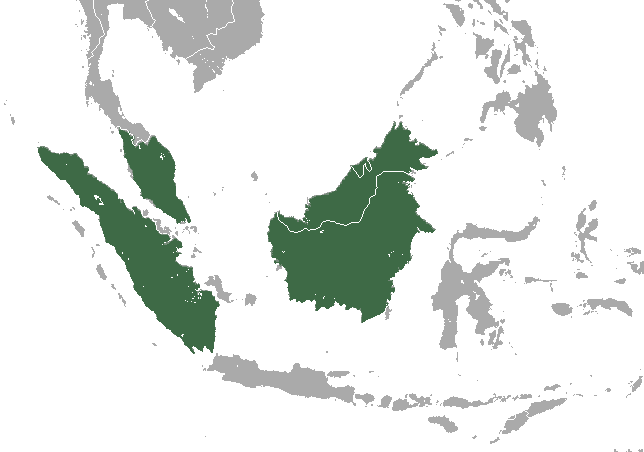
Verbreitungsgebiet des Lucas-Kurznasenflughund.

Der Lucas-Kurznasenflughund (Penthetor lucasi) ist ein Säugetier in der Familie der Flughunde und die einzige Art der Gattung Penthetor.

## Merkmale
Innerhalb der Kurznasenflughunde ist Penthetor lucasi die einzige Art, die einen sehr schmalen Schwanz und nur ein Paar untere Schneidezähne besitzt. Am ehesten ähnelt sie dem Schwarzflügelflughund (Thoopterus nigrescens). Im Gegensatz zu diesem sind die zweiten Schneidezähne in den oberen Kieferhälften reduziert, die Höcker der Backenzähne anders aufgebaut, die Zehen kürzer und die Unterschenkel deutlich länger. Außerdem ist die Flughaut anders an den Beinen befestigt.
Der Flughund erreicht eine Kopf-Rumpf-Länge von etwa 114 mm, eine Schwanzlänge von 8 bis 10 mm sowie eine Unterarmlänge von 57 bis 67 mm. Das Gewicht liegt bei 30 bis 55 g. Die Art hat ein raues graubraunes Fell, das auf der Unterseite allgemein heller ist. Die Flügel sind dagegen dunkelbraun bis schwarz.

## Verbreitung
Das Verbreitungsgebiet dieses Flughundes reicht von der südlichen Malaiischen Halbinsel bis Borneo und Sumatra. Als Lebensraum dienen verschiedenartige Wälder im Flach- oder Hügelland bis 600 Meter Meereshöhe.

## Lebensweise
Die Individuen ruhen am Tage in Höhlen oder in Fels- bzw. Mauerspalten. Dort können sie Kolonien mit bis zu 100 Exemplaren bilden. Kurz nach der Dämmerung beginnen die Tiere nach Nahrung zu suchen, die wie bei anderen Flughunden aus Früchten besteht. Da der Boden von bewohnten Höhlen oft von Samen und Fruchtschalen bedeckt ist, wird angenommen, dass die Nahrung vor dem Verzehr zum Ruheplatz getragen wird.
Verschiedene Beobachtungen lassen vermuten, dass die Fortpflanzung an bestimmte Jahreszeiten gebunden ist. So wurden die meisten trächtigen Weibchen auf der Malaiischen Halbinsel im September registriert. Laut einer Studie von 2007 erfolgt die Geburt der Jungtiere auf Borneo bei allen Weibchen synchron im Oktober. Kurz darauf paaren sich die Weibchen erneut. Die Entwicklung des Embryos stagniert bis zum Juni oder Juli des folgenden Jahres, worauf die eigentliche Trächtigkeit beginnt. So werden die Jungtiere zu Beginn der zweiten Regenzeit geboren, obwohl die Geburt während der ersten Regenzeit (April bis Juli) plausibler wäre, da diese mit einem größeren Nahrungsreichtum verbunden ist. Die Jungtiere erhalten etwa zwei bis vier Monate Muttermilch. Die Geschlechtsreife tritt bei Weibchen ein, wenn diese etwa 33 bis 34 g schwer sind, und bei Männchen bei einem Gewicht von 27 bis 30 g.

## Status
Waldrodungen als forstwirtschaftliche Maßnahme oder zur Gewinnung von Ackerland stellen eine Bedrohung für den Bestand dar. Weiterhin ist die Art durch Waldbrände sowie durch Kalksteinbrüche gefährdet. Penthetor lucasi kommt nicht besonders häufig vor, kann sich jedoch an veränderte Lebensräume anpassen. Da das Verbreitungsgebiet relativ groß ist und sich darin mehrere Schutzgebiete befinden wird der Flughund von der IUCN, trotz eines Populationsrückgangs, in der Kategorie „nicht gefährdet“ (Least Concern) gelistet.